# Mylan

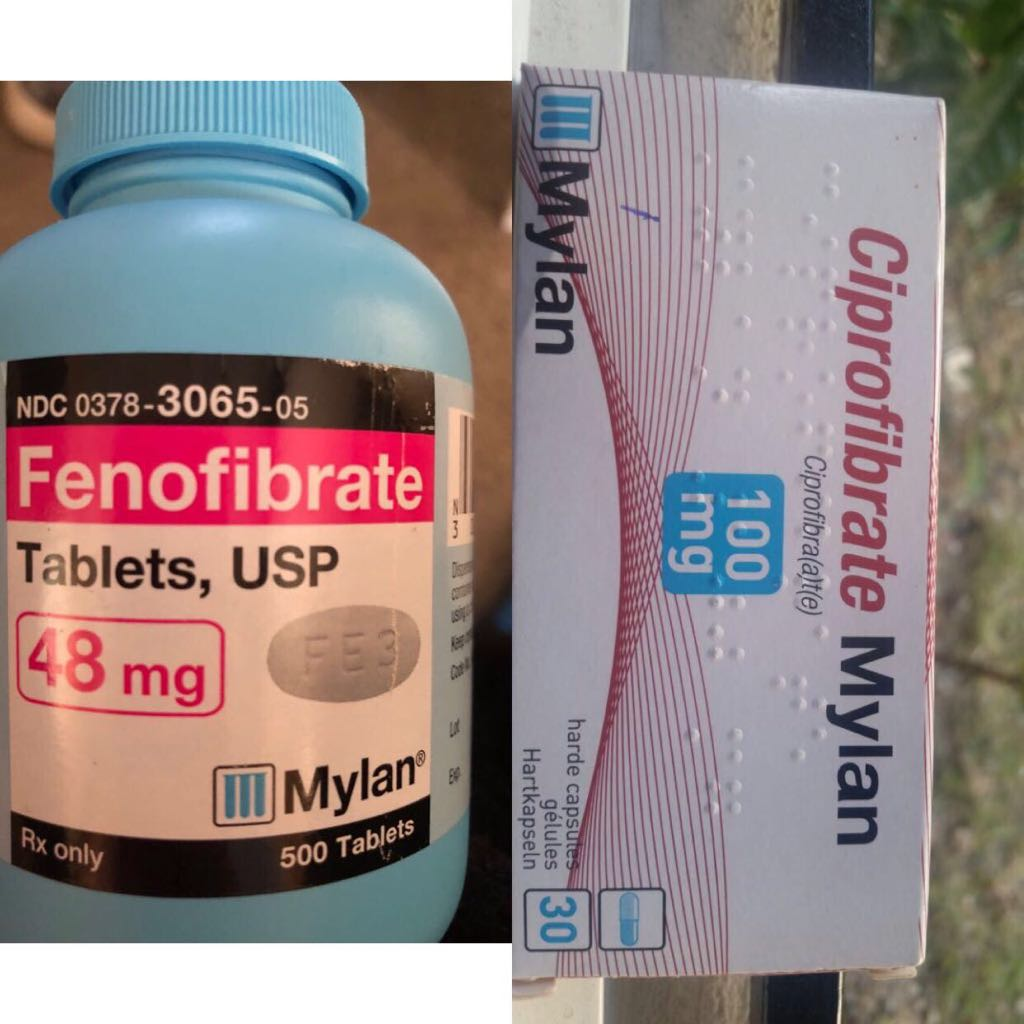
Medicamentos de la marca

Mylan fue una compañía farmacéutica estadounidense dedicada fundamentalmente al medicamento genérico. Tuvo su sede en Cecil, Pensilvania, y en 2007 adquirió en India Matrix Laboratories Ltd., uno de los mayores productores del mundo de principios activos farmacéuticos (APIs). Ese año hizo lo mismo con la división de genéricos de la alemana Merck. A través de estas adquisiciones, Mylan se situó desde 2014 en los primeros puestos del ranking mundial de fabricantes de medicamentos genéricos.
En noviembre de 2020, Mylan se fusionó con Upjohn, la división de medicamentos sin patente de Pfizer, para formar Viatris.

## Historia
Mylan Pharmaceuticals Ltd. fue fundada en 1961 como Milan Pharmaceuticals por Milan Puskar y Don Panoz en White Sulphur Springs, Virginia Occidental. Cuatro años más tarde la compañía trasladó su sede a Morgantown, Virginia Occidental, y en 1976 reubicó su sede corporativa en Canonsburg, un barrio de Pittsburgh, Pensilvania. Finalmente en 2004 se trasladó a un centro de oficinas en el cercano Southpointe, un parque empresarial localizado en Cecil. La compañía, que empezó como distribuidora, en 1966 recibió la aprobación para empezar a fabricar comprimidos de bencilpenicilina.
Cotizada desde 1973 en el mercado OTC, en 1986 se integró en el índice NASDAQ.

## Filiales
Mylan Inc. opera en varios continentes con diferentes filiales. 
En América del Norte:
- Mylan Pharmaceuticals
- Mylan Pharmaceuticals ULC (Canadá)
- MylanTech (MTI)[4]
- UDL Inc.
- Somerset Pharmaceuticals Inc.[5][6]

En Asia:
- Mylan New Zeland Ltd. (Nueva Zelanda)
- Mylan Lab. Ltd. (India y China)[8]
- Mylan Seiyaku Ltd. - Japón
- Alphapharm - Australia
- Agila Specialties Pvt. Ltd. - India
- OncoTherapies Ltd. - India
- Zancadas Arcolab India Ltd. - India

En Europa y África:
- Arcana Arzneimittel GmbH (Alemania)[10]
- Generics Pharma Hellas (Grecia)[11]
- Gerard Lab. (Irlanda)[12]
- Qualimed (Francia)[13]
- Docpharma (Bélgica, Países Bajos y Luxemburgo)